# Silometopoides tibialis
Silometopoides tibialis är en spindelart som först beskrevs av Stefan Heimer 1987.  Silometopoides tibialis ingår i släktet Silometopoides och familjen täckvävarspindlar. Inga underarter finns listade i Catalogue of Life.